# Boechera yorkii
Boechera yorkii là một loài thực vật có hoa trong họ Cải. Loài này được S.Boyd mô tả khoa học đầu tiên năm 2004.